# Mabel and Fatty's Wash Day
Mabel and Fatty's Wash Day er en amerikansk stumfilm fra 1915 af Fatty Arbuckle.

## Medvirkende
- Mabel Normand som Mabel.
- Roscoe Arbuckle som Fatty.
- Harry McCoy.
- Alice Davenport.
- Joe Bordeaux.